# Copa del Mundo de Esquí Acrobático de 2017-18
La Copa del Mundo de Esquí Acrobático de 2017-18 comenzó el 25 de agosto de 2017 en Cardrona (Nueva Zelanda) y finalizó el 24 de marzo de 2018 en Quebec (Canadá). Estuvo organizada por la Federación Internacional de Esquí y constaba de seis disciplinas: saltos aéreos, baches, medio-tubo, campo a través, slopestyle y big air. 
Además de la copa del mundo general, se repartían premios de cada especialidad. El ganador en la competición general masculina fue el canadiense Mikaël Kingsbury, y en la femenina la sueca Sandra Näslund.

## Hombres

### Resultados
| Fecha                     | Localidad              | Espec.                              | Ganador                                  | Segundo                                              | Tercero                                               |
| ------------------------- | ---------------------- | ----------------------------------- | ---------------------------------------- | ---------------------------------------------------- | ----------------------------------------------------- |
| 5 de agosto de 2017       | El Colorado            | BA                                  | anulada                                  | anulada                                              | anulada                                               |
| 27 de agosto de 2017      | Cardrona               | SS                                  | James Woods                              | Andri Ragettli                                       | Fabian Bösch                                          |
| 1 de septiembre de 2017   | Cardrona               | MT                                  | Alex Ferreira                            | Kevin Rolland                                        | Simon d'Artois                                        |
| 3 de noviembre de 2017    | Copenhague             | BA                                  | anulada                                  | anulada                                              | anulada                                               |
| 18 de noviembre de 2017   | Milán                  | BA                                  | Elias Ambühl                             | Hugo Burvall                                         | Andri Ragettli                                        |
| 26 de noviembre de 2017   | Alpes de Stubai        | SS                                  | Øystein Bråten                           | Evan McEachran                                       | Colby Stevenson                                       |
| 1 de diciembre de 2017    | Mönchengladbach        | BA                                  | Christian Nummedal                       | Oscar Wester                                         | Øystein Bråten                                        |
| 8 de diciembre de 2017    | Montaña Copper         | MT                                  | David Wise                               | Noah Bowman                                          | Simon d'Artois                                        |
| 7 de diciembre de 2017    | Val Thorens            | CT                                  | Christopher Del Bosco                    | Arnaud Bovolenta                                     | Terence Tchiknavorian                                 |
| 9 de diciembre de 2017    | Val Thorens            | CT                                  | anulada                                  | anulada                                              | anulada                                               |
| 9 de diciembre de 2017    | Ruka                   | BC                                  | Mikaël Kingsbury                         | Dmitriy Reiherd                                      | Pavel Kolmakov                                        |
| 12 de diciembre de 2017   | Arosa                  | CT                                  | Viktor Andersson                         | Kevin Drury                                          | Victor Öhling Norberg                                 |
| 15 de diciembre de 2017   | Montafon               | CT                                  | Sergej Ridzik                            | Terence Tchiknavorian                                | Jean-Frédéric Chapuis                                 |
| 16 de diciembre de 2017   | Zhangjiakou            | SA                                  | Jia Zongyang                             | Maksim Huscik                                        | Lewis Irving                                          |
| 17 de diciembre de 2017   | Zhangjiakou            | SA                                  | Jia Zongyang                             | Qi Guangpu                                           | Anton Kušnir                                          |
| 17 de diciembre de 2017   | Zhangjiakou            | SA                                  | China Xu Mengtao Qi Guangpu Jia Zongyang | Australia Samantha Wells Danielle Scott David Morris | Rusia · Ljubov' Nikitina · Il'ja Burov · Maksim Burov |
| 21 de diciembre de 2017   | San Candido            | CT                                  | Marc Bischofberger                       | Christoph Wahrstötter                                | Thomas Zangerl                                        |
| 22 de diciembre de 2017   | San Candido            | CT                                  | Marc Bischofberger                       | Viktor Andersson                                     | Alex Fiva                                             |
| 21 de diciembre de 2017   | Thaiwoo                | BC                                  | Mikaël Kingsbury                         | Matt Graham                                          | Troy Murphy                                           |
| 22 de diciembre de 2017   | Thaiwoo                | BC                                  | Mikaël Kingsbury                         | Dmitriy Reiherd                                      | Matt Graham                                           |
| 22 de diciembre de 2017   | Zhangjiakou            | MT                                  | Thomas Krief                             | Joel Gisler                                          | Robin Briguet                                         |
| 23 de diciembre de 2017   | Font-Romeu-Odeillo-Via | SS                                  | Oscar Wester                             | Ferdinand Dahl                                       | Øystein Bråten                                        |
| 6 de enero de 2018        | Moscú                  | SA                                  | Anton Kušnir                             | Il'ja Burov                                          | Stanislav Nikitin                                     |
| 6 de enero de 2018        | Calgary                | BC                                  | Mikaël Kingsbury                         | Dmitriy Reiherd                                      | Matt Graham                                           |
| 10 de enero de 2018       | Deer Valley            | BC                                  | Mikaël Kingsbury                         | Shō Endō                                             | Bradley Wilson                                        |
| 11 de enero de 2018       | Deer Valley            | BC                                  | Mikaël Kingsbury                         | Dmitriy Reiherd                                      | Matt Graham                                           |
| 12 de enero de 2018       | Deer Valley            | SA                                  | Maksim Burov                             | Qi Guangpu                                           | Anton Kušnir                                          |
| 12 de enero de 2018       | Snowmass               | MT                                  | David Wise                               | Alex Ferreira                                        | Aaron Blunck                                          |
| 13 de enero de 2018       | Snowmass               | SS                                  | Andri Ragettli                           | Ferdinand Dahl                                       | Øystein Bråten                                        |
| 13 de enero de 2018       | Idre                   | CT                                  | Alex Fiva                                | Marc Bischofberger                                   | Jean-Frédéric Chapuis                                 |
| 14 de enero de 2018       | Idre                   | CT                                  | Jean-Frédéric Chapuis                    | Alex Fiva                                            | Jonas Devouassoux                                     |
| 19 de enero de 2018       | Mammoth Mountain       | MT                                  | Kyle Smaine                              | Alex Ferreira                                        | Torin Yater-Wallace                                   |
| 21 de enero de 2018       | Mammoth Mountain       | SS                                  | Teal Harle                               | Andri Ragettli                                       | Evan McEachran                                        |
| 19 de enero de 2018       | Lake Placid            | SA                                  | Jia Zongyang                             | Oleksandr Abramenko                                  | Olivier Rochon                                        |
| 20 de enero de 2018       | Lake Placid            | SA                                  | Maksim Burov                             | Anton Kušnir                                         | Naoya Tabara                                          |
| 20 de enero de 2018       | Nakiska                | CT                                  | Paul Eckert                              | Christoph Wahrstötter                                | Marc Bischofberger                                    |
| 20 de enero de 2018       | Monte Tremblant        | BC                                  | Ikuma Horishima                          | Mikaël Kingsbury                                     | Dmitriy Reiherd                                       |
| 9 - 25 de febrero de 2018 | Pieonchang             | Juegos Olímpicos de Pieonchang 2018 | Juegos Olímpicos de Pieonchang 2018      | Juegos Olímpicos de Pieonchang 2018                  | Juegos Olímpicos de Pieonchang 2018                   |
| 3 de marzo de 2018        | Silvaplana             | SS                                  | Alexander Hall                           | Andri Ragettli                                       | Ferdinand Dahl                                        |
| 3 de marzo de 2018        | Cheliábinsk            | CT                                  | Jonas Lenherr                            | Kevin Drury                                          | Jean-Frédéric Chapuis                                 |
| 4 de marzo de 2018        | Cheliábinsk            | CT                                  | Kevin Drury                              | Jonas Lenherr                                        | Filip Flisar                                          |
| 3 de marzo de 2018        | Tazawako               | BC                                  | Ikuma Horishima                          | Mikaël Kingsbury                                     | Dmitriy Reiherd                                       |
| 4 de marzo de 2018        | Tazawako               | BC                                  | Ikuma Horishima                          | Mikaël Kingsbury                                     | Dmitriy Reiherd                                       |
| 10 de marzo de 2018       | Airolo                 | BC                                  | anulada                                  | anulada                                              | anulada                                               |
| 16 de marzo de 2018       | Alpes de Siusi         | SS                                  | Nicholas Goepper                         | Andri Ragettli                                       | James Woods                                           |
| 17 de marzo de 2018       | Megève                 | CT                                  | anulada                                  | anulada                                              | anulada                                               |
| 18 de marzo de 2018       | Megève                 | BC                                  | Mikaël Kingsbury                         | Benjamin Cavet                                       | Bradley Wilson                                        |
| 22 de marzo de 2018       | Tignes                 | MT                                  | Noah Bowman                              | Alex Ferreira                                        | Simon d'Artois                                        |
| 24 de marzo de 2018       | Quebec                 | BA                                  | Christian Nummedal                       | Hugo Burvall                                         | Teal Harle                                            |

Leyenda:SA=saltos aéreos, BA=big air, MT=medio-tubo, BC=baches, SS=slopestyle, CT=campo a través

### Clasificación
| Pos. | Nombre           | Puntos |
| ---- | ---------------- | ------ |
| 1    | Mikaël Kingsbury | 94,00  |
| 2    | Alex Ferreira    | 60,33  |
| 3    | Andri Ragettli   | 60,00  |
| 4    | Maksim Burov     | 59,17  |
| 5    | Dmitriy Reiherd  | 58,50  |

| Pos. | Nombre        | Puntos |
| ---- | ------------- | ------ |
| 1    | Maksim Burov  | 355    |
| 2    | Jia Zongyang  | 329    |
| 3    | Anton Kušnir  | 320    |
| 4    | Maksim Huscik | 267    |
| 5    | Qi Guangpu    | 254    |

| Pos. | Nombre           | Puntos |
| ---- | ---------------- | ------ |
| 1    | Mikaël Kingsbury | 940    |
| 2    | Dmitriy Reiherd  | 585    |
| 3    | Ikuma Horishima  | 441    |
| 4    | Shō Endō         | 342    |
| 5    | Matt Graham      | 334    |

| Pos. | Nombre                | Puntos |
| ---- | --------------------- | ------ |
| 1    | Marc Bischofberger    | 462    |
| 2    | Jean-Frédéric Chapuis | 403    |
| 3    | Kevin Drury           | 398    |
| 4    | Alex Fiva             | 349    |
| 5    | Sergej Ridzik         | 325    |

| Pos. | Nombre         | Puntos |
| ---- | -------------- | ------ |
| 1    | Alex Ferreira  | 362    |
| 2    | David Wise     | 279    |
| 3    | Noah Bowman    | 230    |
| 4    | Simon d'Artois | 204    |
| 5    | Birk Irving    | 192    |

| Pos. | Nombre         | Puntos |
| ---- | -------------- | ------ |
| 1    | Andri Ragettli | 420    |
| 2    | Ferdinand Dahl | 277    |
| 3    | Oscar Wester   | 272    |
| 4    | James Woods    | 229    |
| 5    | Øystein Bråten | 225    |

| Pos. | Nombre             | Puntos |
| ---- | ------------------ | ------ |
| 1    | Christian Nummedal | 229    |
| 2    | Elias Ambühl       | 179    |
| 3    | Hugo Burvall       | 174    |
| 4    | Jonas Hunziker     | 121    |
| 5    | Elias Syrjä        | 115    |

| Pos. | Nombre                | Puntos |
| ---- | --------------------- | ------ |
| 1    | Marc Bischofberger    | 302    |
| 2    | Terence Tchiknavorian | 216    |
| 3    | Viktor Andersson      | 211    |
| 4    | Sergej Ridzik         | 194    |
| 5    | Kevin Drury           | 159    |

## Mujeres

### Resultados
| Fecha                     | Localidad              | Espec.                              | Ganador                                  | Segundo                                              | Tercero                                               |
| ------------------------- | ---------------------- | ----------------------------------- | ---------------------------------------- | ---------------------------------------------------- | ----------------------------------------------------- |
| 5 de agosto de 2017       | El Colorado            | BA                                  | anulada                                  | anulada                                              | anulada                                               |
| 27 de agosto de 2017      | Cardrona               | SS                                  | Kelly Sildaru                            | Giulia Tanno                                         | Jennie-Lee Burmansson                                 |
| 1 de septiembre de 2017   | Cardrona               | MT                                  | Cassie Sharpe                            | Kelly Sildaru                                        | Marie Martinod                                        |
| 3 de noviembre de 2017    | Copenhague             | BA                                  | anulada                                  | anulada                                              | anulada                                               |
| 18 de noviembre de 2017   | Milán                  | BA                                  | Coline Ballet-Baz                        | Johanne Killi                                        | Giulia Tanno                                          |
| 26 de noviembre de 2017   | Alpes de Stubai        | SS                                  | Jennie-Lee Burmansson                    | Katie Summerhayes                                    | Caroline Claire                                       |
| 1 de diciembre de 2017    | Mönchengladbach        | BA                                  | Giulia Tanno                             | Sarah Höfflin                                        | Dominique Ohaco                                       |
| 8 de diciembre de 2017    | Montaña Copper         | MT                                  | Marie Martinod                           | Devin Logan                                          | Zhang Kexin                                           |
| 7 de diciembre de 2017    | Val Thorens            | CT                                  | Sandra Näslund                           | Heidi Zacher                                         | Kelsey Serwa                                          |
| 9 de diciembre de 2017    | Val Thorens            | CT                                  | anulada                                  | anulada                                              | anulada                                               |
| 9 de diciembre de 2017    | Ruka                   | BC                                  | Britteny Cox                             | Audrey Robichaud                                     | Marika Pertachija                                     |
| 12 de diciembre de 2017   | Arosa                  | CT                                  | Sandra Näslund                           | Heidi Zacher                                         | Brittany Phelan                                       |
| 15 de diciembre de 2017   | Montafon               | CT                                  | Fanny Smith                              | Heidi Zacher                                         | Sandra Näslund                                        |
| 16 de diciembre de 2017   | Zhangjiakou            | SA                                  | Hanna Hus'kova                           | Xu Mengtao                                           | Ashley Caldwell                                       |
| 17 de diciembre de 2017   | Zhangjiakou            | SA                                  | Danielle Scott                           | Xu Mengtao                                           | Kristina Spiridonova                                  |
| 17 de diciembre de 2017   | Zhangjiakou            | SA                                  | China Xu Mengtao Qi Guangpu Jia Zongyang | Australia Samantha Wells Danielle Scott David Morris | Rusia · Ljubov' Nikitina · Il'ja Burov · Maksim Burov |
| 21 de diciembre de 2017   | San Candido            | CT                                  | Heidi Zacher                             | Georgia Simmerling                                   | Sandra Näslund                                        |
| 22 de diciembre de 2017   | San Candido            | CT                                  | Sandra Näslund                           | Marielle Berger Sabbatel                             | Georgia Simmerling                                    |
| 21 de diciembre de 2017   | Thaiwoo                | BC                                  | Jaelin Kauf                              | Julija Galyševa                                      | Andi Naude                                            |
| 22 de diciembre de 2017   | Thaiwoo                | BC                                  | Julija Galyševa                          | Jaelin Kauf                                          | Andi Naude                                            |
| 22 de diciembre de 2017   | Zhangjiakou            | MT                                  | Zhang Kexin                              | Yurie Watabe                                         | Valerija Demidova                                     |
| 23 de diciembre de 2017   | Font-Romeu-Odeillo-Via | SS                                  | Tess Ledeux                              | Jennie-Lee Burmansson                                | Tiril Sjåstad Christiansen                            |
| 6 de enero de 2018        | Moscú                  | SA                                  | Kiley McKinnon                           | Aljaksandra Ramanoŭskaja                             | Aleksandra Orlova                                     |
| 6 de enero de 2018        | Calgary                | BC                                  | Britteny Cox                             | Perrine Laffont                                      | Justine Dufour-Lapointe                               |
| 10 de enero de 2018       | Deer Valley            | BC                                  | Perrine Laffont                          | Jaelin Kauf                                          | Morgan Schild                                         |
| 11 de enero de 2018       | Deer Valley            | BC                                  | Jaelin Kauf                              | Perrine Laffont                                      | Morgan Schild                                         |
| 12 de enero de 2018       | Deer Valley            | SA                                  | Xu Mengtao                               | Kristina Spiridonova                                 | Kong Fanyu                                            |
| 12 de enero de 2018       | Snowmass               | MT                                  | Cassie Sharpe                            | Brita Sigourney                                      | Ayana Onozuka                                         |
| 13 de enero de 2018       | Snowmass               | SS                                  | Johanne Killi                            | Maggie Voisin                                        | Isabel Atkin                                          |
| 13 de enero de 2018       | Idre                   | CT                                  | Sandra Näslund                           | Marielle Berger Sabbatel                             | India Sherret                                         |
| 14 de enero de 2018       | Idre                   | CT                                  | Sandra Näslund                           | Fanny Smith                                          | Heidi Zacher                                          |
| 19 de enero de 2018       | Mammoth Mountain       | MT                                  | Brita Sigourney                          | Maddie Bowman                                        | Devin Logan                                           |
| 21 de enero de 2018       | Mammoth Mountain       | SS                                  | Tiril Sjåstad Christiansen               | Jennie-Lee Burmansson                                | Caroline Claire                                       |
| 19 de enero de 2018       | Lake Placid            | SA                                  | Lydia Lassila                            | Hanna Hus'kova                                       | Laura Peel                                            |
| 20 de enero de 2018       | Lake Placid            | SA                                  | Xu Mengtao                               | Lydia Lassila                                        | Laura Peel                                            |
| 20 de enero de 2018       | Nakiska                | CT                                  | Sandra Näslund                           | Marielle Berger Sabbatel                             | Alizée Baron                                          |
| 20 de enero de 2018       | Monte Tremblant        | BC                                  | Justine Dufour-Lapointe                  | Andi Naude                                           | Julija Galyševa                                       |
| 9 - 25 de febrero de 2018 | Pieonchang             | Juegos Olímpicos de Pieonchang 2018 | Juegos Olímpicos de Pieonchang 2018      | Juegos Olímpicos de Pieonchang 2018                  | Juegos Olímpicos de Pieonchang 2018                   |
| 3 de marzo de 2018        | Silvaplana             | SS                                  | Tess Ledeux                              | Johanne Killi                                        | Jennie-Lee Burmansson                                 |
| 3 de marzo de 2018        | Cheliábinsk            | CT                                  | Fanny Smith                              | Brittany Phelan                                      | Katrin Ofner                                          |
| 4 de marzo de 2018        | Cheliábinsk            | CT                                  | Sandra Näslund                           | Brittany Phelan                                      | Fanny Smith                                           |
| 3 de marzo de 2018        | Tazawako               | BC                                  | Perrine Laffont                          | Justine Dufour-Lapointe                              | Keaton McCargo                                        |
| 4 de marzo de 2018        | Tazawako               | BC                                  | Tess Johnson                             | Britteny Cox                                         | Laura Grasemann                                       |
| 10 de marzo de 2018       | Airolo                 | BC                                  | anulada                                  | anulada                                              | anulada                                               |
| 16 de marzo de 2018       | Alpes de Siusi         | SS                                  | Caroline Claire                          | Isabel Atkin                                         | Yuki Tsubota                                          |
| 17 de marzo de 2018       | Megève                 | CT                                  | anulada                                  | anulada                                              | anulada                                               |
| 18 de marzo de 2018       | Megève                 | BC                                  | Jaelin Kauf                              | Perrine Laffont                                      | Justine Dufour-Lapointe                               |
| 22 de marzo de 2018       | Tignes                 | MT                                  | Cassie Sharpe                            | Marie Martinod                                       | Brita Sigourney                                       |
| 24 de marzo de 2018       | Quebec                 | BA                                  | Dara Howell                              | Silvia Bertagna                                      | Megan Cressey                                         |

Leyenda:SA=saltos aéreos, BA=big air, MT=medio-tubo, BC=baches, SS=slopestyle, CT=campo a través

### Clasificación
| Pos. | Nombre                | Puntos |
| ---- | --------------------- | ------ |
| 1    | Sandra Näslund        | 87,00  |
| 2    | Xu Mengtao            | 67,50  |
| 3    | Jennie-Lee Burmansson | 64,14  |
| 4    | Perrine Laffont       | 60,70  |
| 5    | Hanna Hus'kova        | 60,17  |

| Pos. | Nombre                   | Puntos |
| ---- | ------------------------ | ------ |
| 1    | Xu Mengtao               | 405    |
| 2    | Hanna Hus'kova           | 361    |
| 3    | Kristina Spiridonova     | 237    |
| 4    | Aljaksandra Ramanoŭskaja | 211    |
| 5    | Lydia Lassila            | 200    |

| Pos. | Nombre                  | Puntos |
| ---- | ----------------------- | ------ |
| 1    | Perrine Laffont         | 607    |
| 2    | Jaelin Kauf             | 561    |
| 3    | Britteny Cox            | 467    |
| 4    | Andi Naude              | 462    |
| 5    | Justine Dufour-Lapointe | 454    |

| Pos. | Nombre                   | Puntos |
| ---- | ------------------------ | ------ |
| 1    | Sandra Näslund           | 870    |
| 2    | Fanny Smith              | 539    |
| 3    | Brittany Phelan          | 489    |
| 4    | Heidi Zacher             | 474    |
| 5    | Marielle Berger Sabbatel | 422    |

| Pos. | Nombre          | Puntos |
| ---- | --------------- | ------ |
| 1    | Cassie Sharpe   | 329    |
| 2    | Brita Sigourney | 306    |
| 3    | Zhang Kexin     | 264    |
| 4    | Maddie Bowman   | 260    |
| 5    | Marie Martinod  | 241    |

| Pos. | Nombre                | Puntos |
| ---- | --------------------- | ------ |
| 1    | Jennie-Lee Burmansson | 449    |
| 2    | Johanne Killi         | 270    |
| 3    | Caroline Claire       | 245    |
| 4    | Tess Ledeux           | 236    |
| 5    | Anastasia Tatalina    | 230    |

| Pos. | Nombre            | Puntos |
| ---- | ----------------- | ------ |
| 1    | Silvia Bertagna   | 162    |
| 2    | Giulia Tanno      | 160    |
| 3    | Dominique Ohaco   | 155    |
| 4    | Sarah Höfflin     | 130    |
| 5    | Coline Ballet-Baz | 100    |
| 5    | Dara Howell       | 100    |

| Pos. | Nombre             | Puntos |
| ---- | ------------------ | ------ |
| 1    | Sandra Näslund     | 420    |
| 2    | Heidi Zacher       | 385    |
| 3    | Georgia Simmerling | 255    |
| 4    | Fanny Smith        | 223    |
| 5    | Brittany Phelan    | 203    |